# جورج روبرتسون (سياسي)
جورج إيسلي ماكنيل روبرتسون (بالإنجليزية: George Robertson)‏ (من مواليد 12 أبريل 1946)، سياسي حزب العمل البريطاني الذي شغل منصب الأمين العام العاشر لحلف شمال الأطلسي في الفترة من 1999 إلى 2004.

## روابط خارجية
- جورج روبرتسون (سياسي) على موقع مونزينجر (الألمانية)
- جورج روبرتسون (سياسي) على موقع إن إن دي بي (الإنجليزية)